# Amadeus Sögaard
Amadeus Sögaard, né le 26 janvier 1998 à Uppsala en Suède, est un footballeur suédois qui évolue au poste de défenseur central à l'IFK Norrköping.

## Biographie

### Débuts
Né à Uppsala en Suède, Amadeus Sögaard est formé par l'IF Brommapojkarna. Il y progresse jusqu'à jouer pour l'équipe des moins de 19 ans du club avant de rejoindre l'IK Frej en janvier 2018. Le transfert est annoncé dès le 30 novembre 2023. C'est avec ce club qu'il débute en professionnel, jouant son premier match le 3 mars 2018 contre le Degerfors IF, en coupe de Suède. Il est titularisé et son équipe est battue par trois buts à un.
Le 16 décembre 2019 est annoncé le retour d'Amadeus Sögaard à l'IF Brommapojkarna, le joueur retrouvant son ancien club à partir de janvier 2020.
Il participe à la remontée de l'IF Brommapojkarna à l'issue de la saison 2022, le club étant sacré champion de deuxième division suédoise,.
Il découvre alors l'Allsvenskan, l'élite du football suédois, jouant son premier match le 1er avril 2023, lors de la première journée de la saison 2023, face au Djurgårdens IF. Il est titularisé lors de cette rencontre perdue par son équipe (3-1 score final).

### IFK Norrköping
Le 21 janvier 2024, Amadeus Sögaard signe en faveur de l'IFK Norrköping, pour un contrat le liant au club jusqu'en décembre 2025.

## Vie privée
Amadeus Sögaard est le fils de Runar Søgaard et de la chanteuse suédoise Carola Häggkvist.

## Palmarès
IF Brommapojkarna
- Championnat de Suède de deuxième division (1) :
  - Champion : 2022.